# Florence E. Allen

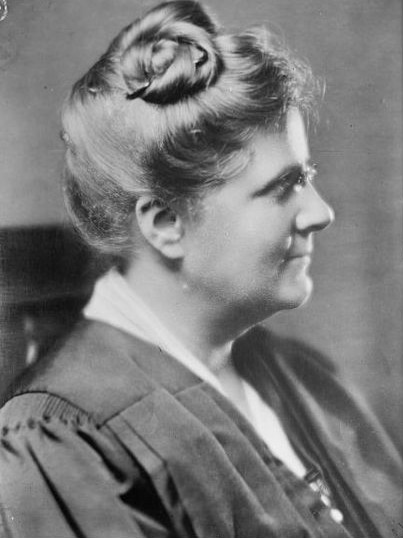
Florence Ellinwood Allen

Florence Ellinwood Allen (* 23. März 1884 in Salt Lake City, Utah; † 12. September 1966 in Mentor, Ohio) war eine US-amerikanische Rechtsanwältin, Staatsanwältin und Richterin, die zwischen 1923 und 1934 erst Beigeordnete Richterin am Obersten Gerichtshof von Ohio (Supreme Court of Ohio) sowie von 1934 bis 1959 Richterin am US Court of Appeals for the Sixth Circuit war, als deren erste weiblicher Präsidentin (Chief Jugde) sie zwischen 1958 und 1959 fungierte. Dieser US Court of Appeals mit Sitz in Cincinnati ist als Bundesberufungsgericht für den 6. Bezirk und damit für die Bundesstaaten Kentucky, Michigan, Ohio und Tennessee zuständig. Allen war ein Vorbild für professionelle und politische Frauen und trat bei Hunderten von regionalen, nationalen und internationalen Treffen auf. Sie war im Mainstream des Sozialfeminismus der 1920er Jahre und befürwortete in ihren Gerichtsentscheidungen Schutzgesetze für berufstätige Frauen, obwohl sie in sich selbst die Ausnahme erkannte, die mehr von einer geschlechtsneutralen Gleichstellung profitieren würde. 1978 wurde sie als eine der ersten Personen in die Ohio Women’s Hall of Fame sowie 2005 zudem in die National Women’s Hall of Fame aufgenommen.

## Leben

### Familiäre Herkunft, Studien und Rechtsanwältin

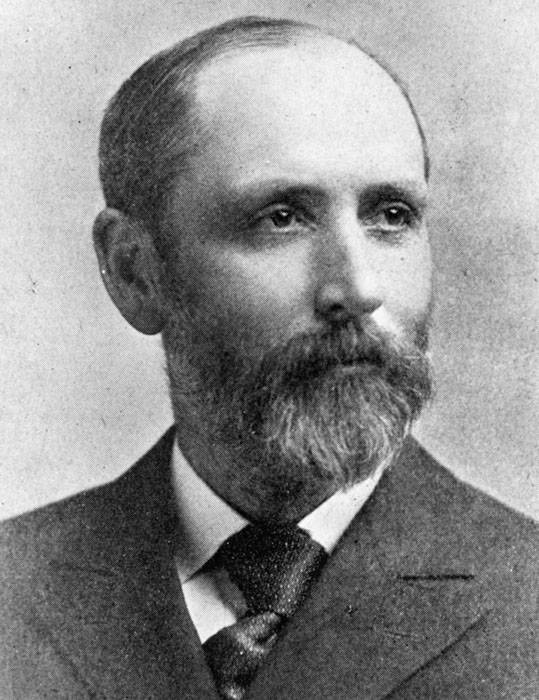
Florence Ellinwood Allen war eines von sieben Kindern des Bergwerkmanagers und republikanischen Mitgliedes des US-Repräsentantenhauses aus Utah Clarence Emir Allen.

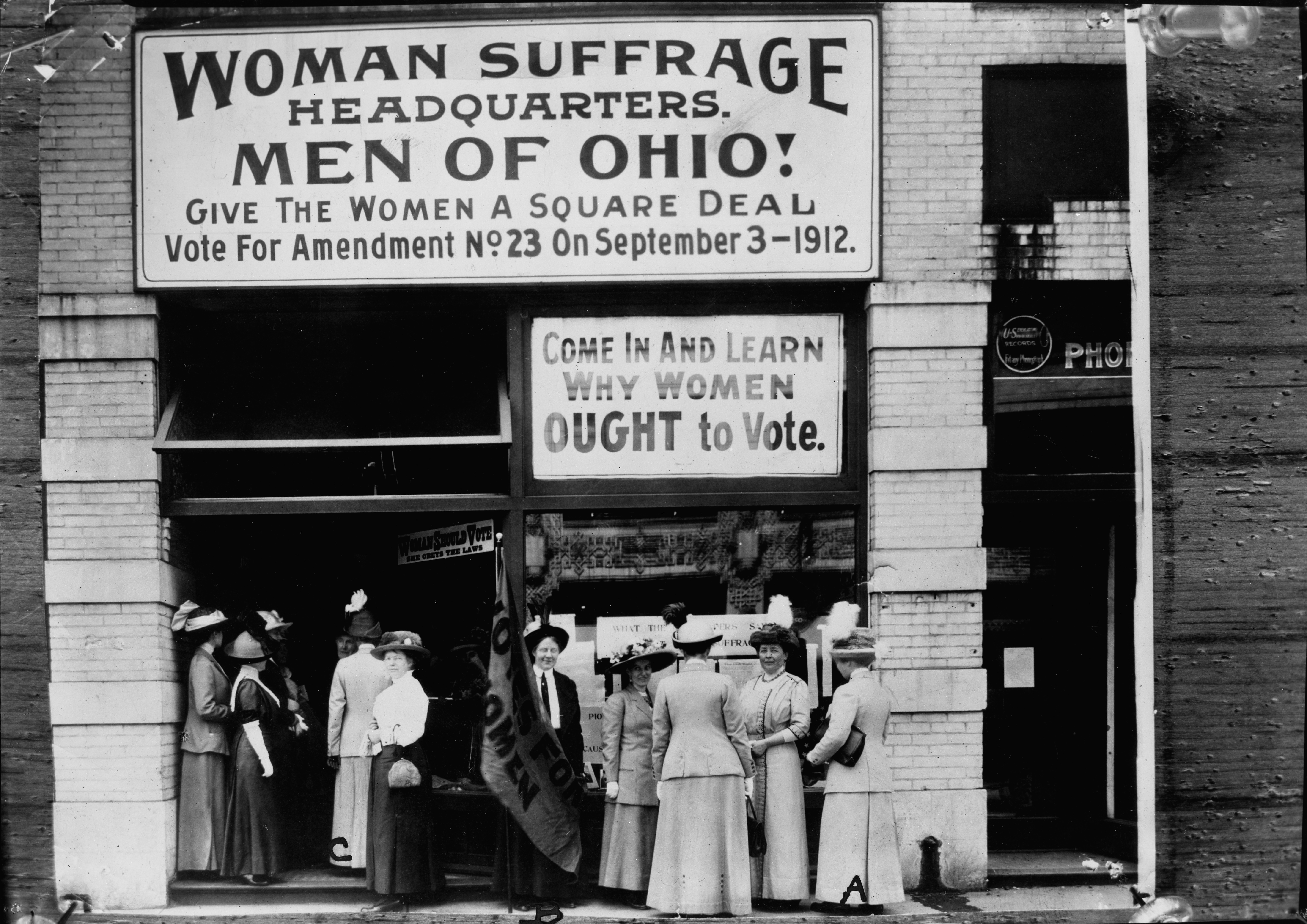
Belle Sherwin und Florence Ellinwood Allen (mit Flagge) vor dem Hauptquartier des Aktivisten für das Frauenwahlrecht, Upper Euclid Avenue, Cleveland, 1912.

Florence Ellinwood Allen war eines von sieben Kindern des Bergwerkmanagers und republikanischen Mitgliedes des US-Repräsentantenhauses aus Utah Clarence Emir Allen (1852–1932) und dessen Ehefrau Corinne Marie Tuckerman Allen (1857–1931). Ihre ältere Schwester Esther Allen Gaw war Dekanin für Frauen an der Ohio State University. Ihre jüngere Schwester Kate Allen (1886–1887) verstarb als Kleinkind, während ihr Bruder Clarence Emir Allen, Jr. (1891–1918) als Oberleutnant des 30th Infantry Regiment der American Expeditionary Forces (AEF) während des Ersten Weltkrieges fiel. Ihr jüngster Bruder John Alban Allen (1894–1924) verstarb ebenfalls als junger Erwachsener. Sie selbst begann nach dem Schulbesuch ein grundständiges Studium am Women’s College der Western Reserve University (WRU) in Cleveland, das sie 1904 mit einem Bachelor of Arts (B.A.) beendete. Anschließend arbeitete sie zwei Jahre in Berlin als Musikkritikerin und unterrichtete nach ihrer Rückkehr nach Cleveland als Lehrerin an einer privaten Mädchenschule. Da ihr das Talent für eine Konzertklavierkarriere fehlte und sie von Lehrverpflichtungen gelangweilt war, begann sie ein postgraduales Studium der Politikwissenschaften an der Western Reserve University schloss dieses 1908 mit einem Master of Arts (M.A. Political Science). Die Kurse für Öffentliches Recht erinnerten sie an die aufregende Verbindung zwischen Recht und Sozialreform, die durch die politische Karriere ihres Vaters veranschaulicht wurde.
Ihr Wunsch, Rechtswissenschaften zu studieren, wurde zunächst durch die geschlechtsspezifische Regel ihrer Alma Mater vereitelt. Als sie 1909 für ein Studium an der juristischen Fakultät der University of Chicago zugelassen wurde, fühlte Florence E. Allen sich als einzige Frau in einigen ihrer Klassen unwohl, und sie entdeckte bald, dass der Dekan Roscoe Pound keine Frauen im Anwaltsberuf wollte. Der Sexismus in Chicago sowie ihr Mangel an Geld für Studiengebühren und Lebenshaltungskosten veranlassten sie 1910, nach New York City zu ziehen, wo sie im Henry Street Settlement lebte und bei der Liga zum Schutz von Einwanderern (League for the Protection of Immigrants) arbeitete. Nachdem sie im nächsten Jahr festgestellt hatte, dass die juristische Fakultät der Columbia University Frauen nur für Sommersemester zuließ, schrieb sie sich an der juristischen Fakultät (Law School) der New York University (NYU) ein, wo sie ein frauenfreundliches Umfeld vorfand. Sie finanzierte sich durch das Jurastudium, indem sie Vorträge hielt und als örtliche Sekretärin für die Hochschulvereinigung für gleiches Wahlrecht (College Equal Suffrage Association) tätig war. 1913 schloss sie ihr Studium mit einem Bachelor of Laws (LL.B.) als Zweitbeste ihres Jahrgangs ab. Nach ihrer Rückkehr nach Cleveland erhielt sie 1914 ihre Zulassung als Rechtsanwältin bei der Anwaltskammer von Ohio (Ohio State Bar). Im Anschluss eröffnete sie eine kleine private Anwaltskanzlei und leistete Rechtsberatung für die Armen. Sie kombinierte ihre Interessen in der Demokratischen Partei und der Frauenrechtsbewegung, indem sie in ganz Ohio und von Virginia bis Montana für das nationale Wahlrecht und die Politik von US-Präsident Woodrow Wilson kämpfte. Ihr erster wichtiger Berufungsfall war vor dem Obersten Gerichtshof von Ohio (Supreme Court of Ohio), wo sie 1916 erfolgreich für das Recht von Frauen eintrat, bei Kommunalwahlen zu wählen, nachdem der Wahlausschuss des Landkreises sich geweigert hatte, Frauen Stimmzettel zu ausgeben. Sie war die erste Frau, die einen Fall vor dem Kriegsarbeitsausschuss (War Labour Board) vertrat, als sie 1919 von der Frauengewerkschaft National Women's Trade Union League eingestellt wurde, um weibliche Straßenbahnschaffner zu vertreten, denen die Mitgliedschaft in der rein männlichen Gewerkschaft verweigert und dann von den Unternehmen entlassen wurden als ehemalige männliche Angestellte aus dem Ersten Weltkrieg zurückgekehrt sind.

### Staatsanwältin und Beigeordnete Richterin amSupreme Court of Ohio

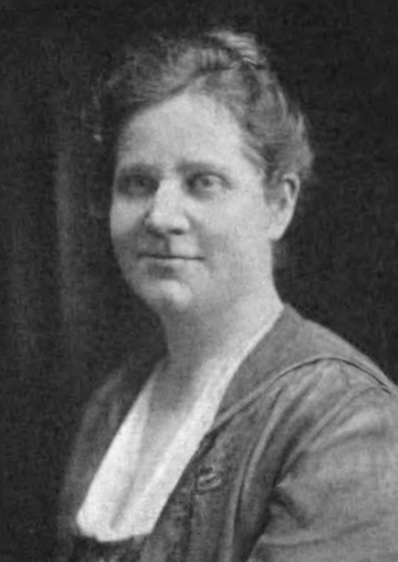
Florence Ellinwood Allen (1919).

Ihre Karriere in öffentlichen Ämtern begann Florence E. Allen 1919 mit einer Ernennung zur stellvertretenden Staatsanwältin (Assistant Prosecutor) von Cuyahoga County. Nach der Verabschiedung des 19. Zusatzartikel zur US-Verfassung kandidierte sie als Richterin am Gericht für allgemeine Klagen (Court of Common Pleas) und wurde durch die Bemühungen von Bürgergruppen und Suffragisten die erste Frau in der Nation, die an einem Gericht mit allgemeiner Zuständigkeit tätig war. Die anderen Prozessrichter boten ihr eine separate Abteilung an, um Familienfälle zu behandeln, aber sie lehnte eine solche Trennung ab und nahm eine traditionelle Strafabteilung. Während ihrer Amtszeit führte sie Innovationen ein, um die Gerichtsverwaltung zu verbessern, Verzögerungen zu vermeiden und die harten Bedingungen von Kaution und Gefängnis zu verbessern. Sie war die erste Frau, die einen Angeklagten zum Tode verurteilte, und sie verurteilten den Obersten Richter des Stadtgerichts von Cleveland zu einer Freiheitsstrafe.
1922 gewann Allen mit dem enthusiastischen Wahlkampf der Mitglieder der „Florence Allen Clubs“ die Wahl als Unabhängige für einen Posten als Beigeordnete Richterin (Associate Justice) am Obersten Gerichtshof von Ohio (Supreme Court of Ohio). Am 21. März 1923 folgte sie Benson W. Hough als Richterin und war damit die erste Frau am höchsten Gericht eines Bundesstaates. Sie wurde 1928 mit minimalem Wahlkampf für eine zweite sechsjährige Amtszeit wiedergewählt und gehörte diesem bis zu ihrer Ablösung durch Robert Nugen Wilkin am 21. März 1934. Sie war im Mainstream des Sozialfeminismus der 1920er Jahre und befürwortete in ihren Gerichtsentscheidungen Schutzgesetze für berufstätige Frauen, obwohl sie in sich selbst die Ausnahme erkannte, die mehr von einer geschlechtsneutralen Gleichstellung profitieren würde. Vor Gericht urteilte sie für das Recht der Arbeiter auf Streikposten und eine angemessene Entschädigung für arbeitsbedingte Verletzungen nach der Reformphilosophie, die sie von ihren Eltern gelernt hatte. Sie versäumte es jedoch, das gleiche Recht einer schwarzen Studentin auf Wohneinrichtungen zu schützen, ein Fehler, der sie bei der Anhörung des US-Senats zu ihrer Nominierung an ein Bundesgericht die Unterstützung der Nationalen Organisation für die Förderung farbiger Menschen NAACP (National Association for the Advancement of Colored People) kostete. Sie verfasste die Stellungnahmen für das Gericht in mehreren wegweisenden Entscheidungen und befand die fortschreitenden Neuerungen von Stadtverwaltungs- und Bebauungsplänen für verfassungsgemäß. Sie war ihrer Zeit weit voraus, als sie die Verwaltung von Ohio bekräftigte, die Steuerfinanzierung von Schulbezirken auszugleichen, das Recht auf Rechtsbeistand und faires Verfahren in Strafsachen zu schützen und die Legitimität von Klagen wegen sexueller Belästigung anzuerkennen. Die Erfahrung mit staatlichen Fällen, an denen Kommunen und Energieunternehmen beteiligt waren, bereitete sie darauf vor, ähnliche Probleme an den Bundesgerichten zu verhandeln.

### Richterin amUS Court of Appeals for the Sixth Circuitund abgelehnte Kandidatur für den Obersten Gerichtshof

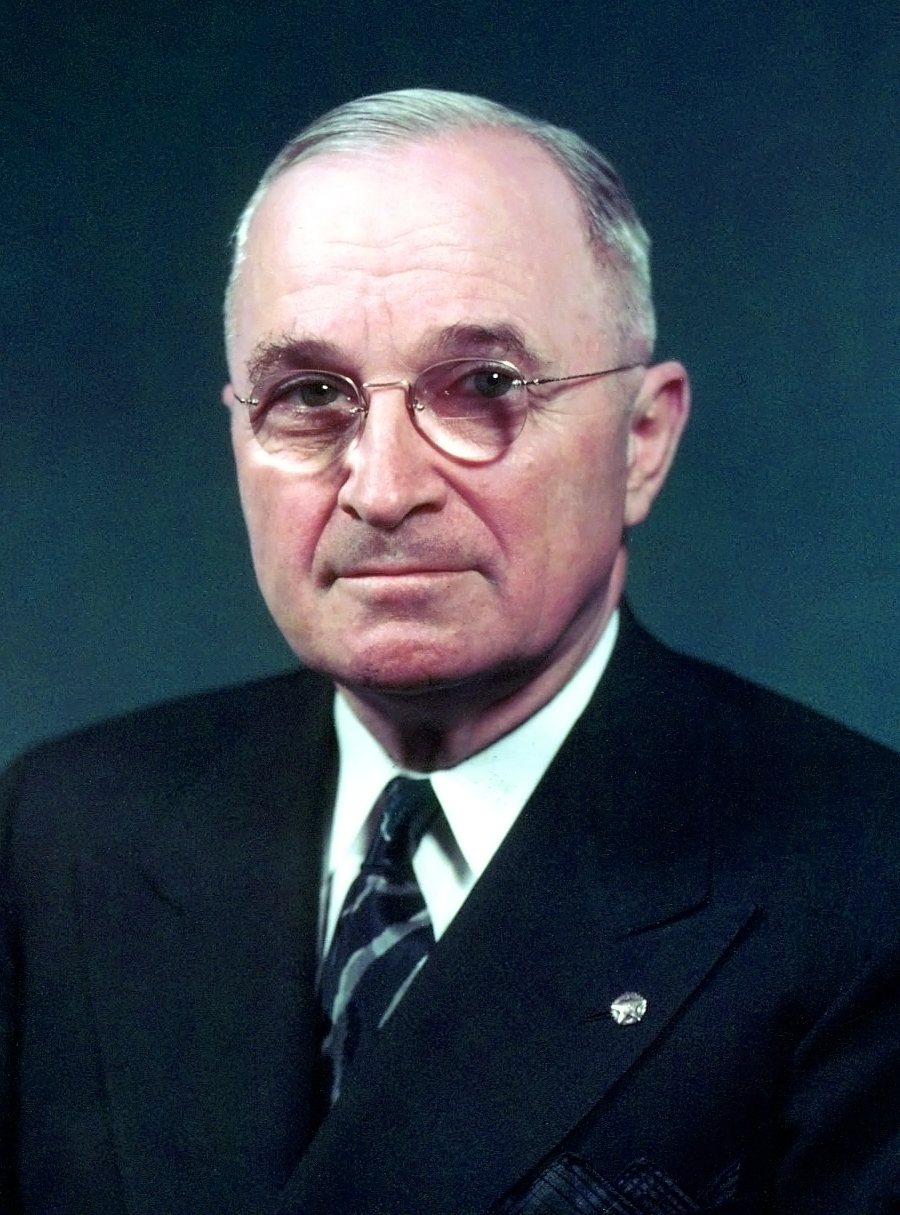
US-Präsident Harry S. Truman lehnte 1949 ihre Kandidatur als Richterin am Obersten Gerichtshof der Vereinigten Staaten ab.

Zwei erfolglose Wahlkämpfe für den US-Kongress, bei den Wahlen zum US-Senat von 1926 und bei den Wahlen zum US-Repräsentantenhaus von 1932, dem ihr Vater angehört hatte, überzeugten sie, nicht damit zu rechnen, eine dritte Amtszeit am Obersten Gericht ihres Staates zu gewinnen. Obwohl sie als Mitglied im Democratic National Committee für Ohio und im Zentralkomitee des County gedient und ihre Unterstützung für den Wahlkampf für Parteikandidaten gezahlt hatte, unterstützten organisierte Demokraten höhere politische Ambitionen kaum. Ihre Alternative war die Ernennung zur Bundesrichterin auf Lebenszeit. Der US-Senator von Ohio, Robert J. Bulkley, wurde von nationalen und staatlichen Führern von Frauen-, Reform-, Arbeiter- und Wirtschaftsverbänden beworben und erklärte sich bereit, ihre Kandidatur für eine Stelle als Richterin am Bundesberufungsgericht für den Sechsten Gerichtsbezirk (US Court of Appeals for the Sixth Circuit) zu unterstützen. Eleanor Roosevelt und Mary „Molly“ Dewson, Direktorin der Frauenabteilung in der Parteizentrale der Demokratischen Partei, fungierten als Vermittlerinnen beim US-Präsidenten Franklin D. Roosevelt. Der Justizausschuss des US-Senats stimmte ihrer Ernennung 1934 mit kaum verhohlener Abneigung zu und wurde am 21. März 1934 Nachfolgerin des am 22. Dezember 1933 verstorbenen Smith Hickenlooper als Beigeordnete Richterin. Dieser US Court of Appeals mit Sitz in Cincinnati ist als Bundesberufungsgericht für den 6. Bezirk und damit für die Bundesstaaten Kentucky, Michigan, Ohio und Tennessee zuständig. Keiner der anderen Richter begrüßte jedoch ihre Anwesenheit im Bundesberufungsgericht. Richter Xenophon Hicks weigerte sich zunächst, sie anzusehen oder mit ihr zu sprechen. Die männlichen Richter aßen im exklusiven Universitätsclub zu Mittag, während sie Mittagsspaziergänge machte.
Allens bedeutendste Gerichtsaufgabe bestand darin, die Zivilklage von 1937 zu führen, die von privaten Versorgungsunternehmen gegen die Tennessee Valley Authority (TVA) wegen unlauteren Wettbewerbs angestrengt wurde. Sie überwachte einen langen und schwierigen Prozess und verfasste ein ausführliches Gutachten, in dem sie die der Behörde übertragenen weitreichenden Befugnisse für verfassungsgemäß befand und damit eine günstige Doktrin für andere öffentliche Arbeitsprogramme des New Deal etablierte. Der Oberste Gerichtshof der Vereinigten Staaten (Supreme Court of the United States) bestätigte ihr Urteil 1939 mit der Entscheidung Tennessee Electric Power Co. gegen TVA. In einem Fall von 1942, bei dem es um Weizenanbaukontrollen ging, widersprach Allen der Mehrheit des Gremiums und unterstützte eine beträchtliche Ausweitung der Befugnisse des Kongresses zur Regulierung der Wirtschaft. Der Oberste Gerichtshof kehrte nach ihrer Argumentation um.
Allen hatte die Qualifikationen des typischen Richters des Obersten Gerichtshofs der USA: eine politisch aktive und sachkundige Familie, eine Eliteausbildung und eine Vorbereitungszeit auf der unteren Bundesbank. Von 1937 bis 1949 drängten Bürger- und Berufsverbände von Frauen auf ihre Kandidatur für elf aufeinanderfolgende Stellen als Associate Justice am Obersten Gerichtshof, wenn auch mit nachlassender Energie. Zwei Verbände, die National Federation of Business and Professional Women und die National Association of Women Lawyers, leisteten kontinuierliche landesweite Unterstützung für Allens berufliche Laufbahn. Ein 1941 für sie geschaffenes Komitee zur Beförderung weiblicher Rechtsanwältinnen zum Obersten Richterdienst (High Judicial Office) arbeitete für ihre Ernennung, ebenso wie weibliche Richterinnen, darunter Annabel Matthews vom US-Bundesberufungsgericht für Steuerangelegenheiten (Board of Tax Appeals) und Sarah T. Hughes, die später Bundesrichterin am United States District Court for the Northern District of Texas wurde. Allen entmutigte ihre Bemühungen nicht und tatsächlich waren ihre Kammern und ihr Zuhause das Herzstück der Kampagnen. Die 1939 frei gewordenen Stellen boten ihr die besten Möglichkeiten, und die Aktionen ihrer Gegner, kritische Geschichten in der Presse zu verbreiten, zeigen ihre ernsthafte Besorgnis über ihre Kandidatur. Als India Edwards, Direktorin der Frauenabteilung des Democratic National Committee, Präsident Harry S. Truman 1949 drängte, Allen zur Richterin am Obersten Gerichtshof zu ernennen, fragte dieser den Obersten Richter Frederick Moore Vinson, ob die Mitglieder des Gerichts eine weibliche Richterin akzeptieren würden. Der Chief Justice berichtete, dass sie sich mit einer Frau in ihrer männlichen Domäne nicht wohl fühlen würden, woraufhin Truman ihre Kandidatur ablehnte.

### Präsidentin desUS Court of Appeals for the Sixth Circuitund Ruhestand
Ihr Engagement für Frieden in der Weltordnung war geprägt vom Verlust ihres jüngeren Bruders im Ersten Weltkrieg. Sie war eine wichtige Rednerin auf der von Carrie Chapman Catt organisierten Nachkriegskonferenz zum Verbot des Krieges. Sie war in der International Bar Association und der International Federation of Women Lawyers aktiv und reiste nach Mexiko, Europa und Asien, um mit Frauen im Justizwesen sowie in der Friedensbewegung zu sprechen und setzte ihre lebenslangen Bemühungen fort, Frauen zu ermutigen, in Recht und Politik einzutreten. Die New York University vergab ab 1948 die Florence E. Allen-Scholarspip, ein Stipendium für Studentinnen an der juristischen Fakultät. Sie meldete sich freiwillig, Gutachten in komplexen Fällen zu verfassen, um ihren Kollegen ihre Kompetenz zu beweisen, und in den 1950er Jahren erkannte die Patentanwaltskammer ihre Expertise im Umgang mit Patentverletzungsbeschwerden an. 1955 verfasste sie das erste US-Berufungsgutachten zur Genehmigung der Anordnung zur Eingliederung des öffentlichen Wohnungsbaus. Ihr Liberalismus passte zu ihrer Zeit: günstig für die staatliche Regulierung der Wirtschaft und den staatlichen Schutz der Grundrechte und der Gleichbehandlung.
Am 18. September 1958 wurde Florence E. Allen schließlich als Nachfolgerin von Charles Casper Simons als erste Frau Chief Judge Präsidentin des US Court of Appeals for the Sixth Circuit und bekleidete dieses Amt knapp ein Jahr lang bis zu ihrem Eintritt in den Ruhestand am 5. Oktober 1959, woraufhin John Donelson Martin Sr. ihre Nachfolge als Chief Judge antrat. Ihr Nachfolger als Richter an diesem Gericht wurde Paul Charles Weick.
Sie lebte sparsam von ihrem Gerichtsgehalt und gab Geld für ihre vielen Freunde und Verwandten aus. Sie unterhielt enge Beziehungen zu ihrer älteren Schwester Esther Allen Gaw, Dekanin für Frauen an der Ohio State University, und zu einer anderen Schwester. Ferner unterstützte und erzog eine Nichte. Allen hat nie geheiratet und lebte in einem Frauenhaushalt mit einer anderen Anwältin, die zwölf Jahre lang ihre Kampagnen leitete, sowie einer Cousine, die dreißig Jahre lang die häuslichen Pflichten erledigte. Allen sagte 1935: „Ich koche, nähe oder kaufe nicht ein, aus dem einfachen Grund, dass ich nicht die Zeit oder Energie für diese Dinge habe, genauso wenig wie die männlichen Richter“ (‚I don’t cook, or sew, or shop, for the simple reason that I haven’t the time or energy for these things, any more than the men judges have.‘). Sie definierte ihre Lebensaufgabe darin, ihr Geschlecht so distinguiert zu vertreten, dass Männer an der Macht bereit wären, andere Frauen zu wählen, denen sie folgen würden Sie. Ihre eigenen Talente lagen mehr in der Politikgestaltung als in der Anwendung von Gesetzen, aber die Wahl in ein Amt war für Frauen schwieriger als die Ernennung. Sie schrieb: „Ich habe mit allem, was in mir steckt, versucht, die Anwesenheit von Frauen an den Gerichten zu rechtfertigen“ (I have tried with all that is in me to justify the presence of women on the courts), aber tatsächlich folgten ihr bis in die 1970er Jahre nur wenige Frauen in die Justizlaufbahn. Sie glaubte fest daran, dass Frauen die gleiche öffentliche und private Verantwortung für die menschliche Existenz haben wie Männer, denn sie sagte: „Frauen sind in erster Linie Menschen und erst in zweiter Linie Frauen“ (‚Women are human beings first and women second‘).
1978 wurde sie als eine der ersten Personen in die Ohio Women’s Hall of Fame sowie 2005 zudem in die National Women’s Hall of Fame aufgenommen.

## Veröffentlichungen
- Patris…, Cleveland, 1908
- Outlawry of War. Address Delivered by Judge Florence Allen of the Ohio Supreme Court Before the Fourth Annual Convention of the National League of Women Voters at Des Moines, Iowa, April 11, 1923, 1923
- The Living Power of Law, 1928
- Public Opinion and the Pact, 1930
- Participation of Women in Government, in:  Annals of the AAPSS, Mai 1947, S. 94–103
- This Constitution of Ours, 1940
- Crime in Present Day Society, 1942
- Lectures on the four freedoms, Claremont, Scripps college, 1943
- Participation of Women in Government, 1947
- The Treaty as an Instrument of Legislation, 1952
- The Role of the Law in Establishing Freedom. Abstract of Address by Judge Florence E. Allen, United States Court of Appeals, for the Sixth Circuit, Dallas, Texas, August 26, 1956, 1956
- To Do Justly, Autobiografie, 1965

## Hintergrundliteratur
- Beverly B. Cook: The First Woman Candidate for the Supreme Court, in: Yearbook 1981. Supreme Court Historical Society, S. 19–35
- Beverly B. Cook: Women as Supreme Court Candidates: From Florence Allen to Sandra O’Connor, in: Judicature 65, Dezember/Januar 1982, S. 314–326
- Jeanette E. Tuve: First Lady of the Law, Florence Ellinwood Allen, 1984, ISBN 978-0-8191-4312-9
- Mary L. Volcansek: Women in Law. A Bio-bibliographical Sourcebook, S. 17 ff., 1996, ISBN 978-0-313-29410-5 (Onlineversion)
- John R. Vile: Great American Judges. An Encyclopedia, Band 1, S. 8, 2003 (Onlineversion)
- The Judicial Branch of State Government. People, Process, and Politics, S. 140, 2006, ISBN 978-1-85109-751-7 (Onlineversion)